# Marattiaceae
Marattiaceae Kaulf. è una famiglia di felci che comprende circa 200 specie ed è l'unica famiglia nota dell'ordine Marattiales Link. La famiglia comprende felci primitive e geologicamente antiche che vivono in ambienti tropicali, non sono rappresentati in Europa.

## Descrizione

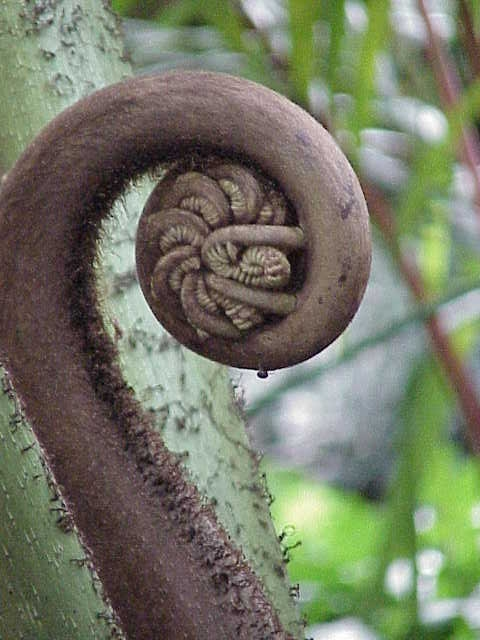
giovane fronda di Angiopteris evecta

Le specie viventi appartenenti a questo ordine portano un fascio di fronde su un fusto breve e bulboso. Le fronde sono spesso lunghe parecchi metri, pennate, e sono tipicamente arrotolate allo stadio giovanile. Sono delle felci eusporangiate cioè con lo sporangio formato da un gruppo di cellule.
Gli sporangi sono isosporei (cioè producono un solo tipo di spore): in alcune specie gli sporangi sono concresciuti lateralmente in sinangi, mentre in altre specie sono liberi e riuniti in sori.
I protalli sono longevi e crescono sulla superficie del suolo come talli verdi e fotoautotrofi che assomigliano ad epatiche. Gli anteridi e gli archegoni sono immersi nella parte inferiore del tallo.
Le prime Marattiales comparvero nel Carbonifero queste felci un tempo molto numerose potevano avere forme anche molto grandi (alte fino a 10 m). Tra i generi attuali più importanti si citano Angiopteris, con fronde lunghe fino a 5 m, Marattia e Danaea.

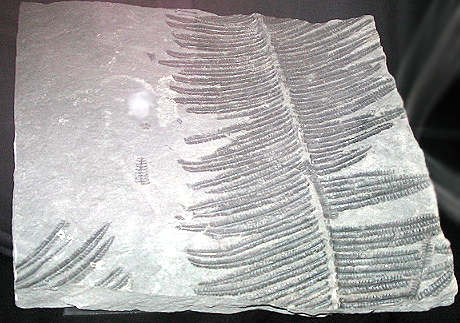
Psaronius sp.

## Generi
La famiglia comprende i seguenti generi:
- Angiopteris Hoffm.
- Christensenia Maxon
- Danaea Sm.
- Eupodium J.Sm.
- Marattia Sw.
- Ptisana Murdock

Tra i generi estinti:
- Psaronius
- Asterotheca
- Scolecopteris
- Eoangiopteris
- Qasimia
- Marantoidea
- Danaeites
- Marattiopsis